# Die Kaminski-Kids
Die Kaminski-Kids sind eine von Carlo Meier zusammen mit seinen drei Kindern Sidi, Anuschka und Saskia geschriebene deutschsprachige Kinder- und Jugendbuchreihe. Alle Bände sind bisher im Fontis-Verlag in Basel (früher Brunnen Basel) erschienen.

## Entstehung
1999 wurde der erste Band veröffentlicht. Die Reihe erhielt verschiedene Auszeichnungen, darunter den SRG Idée Suisse-Preis. Bis 2021 sind dreiundzwanzig Folgen erschienen. Jeder Band behandelt ein aktuelles gesellschaftliches Thema von Kindern und Jugendlichen (z. B. Gefahren im Internet, Jugendgewalt, Mobbing, Pflegekinder, Drogen) und ist bei Fachleuten sowie bei der Kriminalpolizei recherchiert.
Die Kaminski-Kids-Bücher werden in mehrere Sprachen übersetzt und von Jugendwerken als pädagogisch sinnvoll empfohlen. Sie werden in Schulen für Projekte zu den Themen Sucht und Gewaltprävention eingesetzt.
Die Bände sind als lose Fortsetzungsgeschichte geschrieben. Nebenpersonen können in unterschiedlichen Bänden immer wieder in Erscheinung treten. Die Bände sind auch einzeln lesbar, es ist nicht erforderlich, mit Band 1 zu beginnen.
Bis einschließlich Band 14 war Lisa Gangwisch die Illustratorin. 2013 musste sie sich aus gesundheitlichen Gründen zurückziehen und übergab den Posten an Matthias Leutwyler.

## Charaktere

### Simon Kaminski
Simon ist 15 Jahre alt und der älteste der drei Geschwister. Seine Hobbys sind Fußballspielen, im Wald strolchen, Bike und Rollerblades fahren und im Winter Snowboard. Sein Lieblingsessen ist Hühnchen mit Pommes und sein liebstes Schulfach Sport. Sein bester Freund wird im zweiten Band Loko.

### Debora Kaminski
Debora ist 13 Jahre alt und liebt Pferde, außerdem noch Zwockel und ihre Familie. Ihr Pflegepferd heißt Fanny und ist eine schwarze Friesenstute mit Locken. Ihre beste Freundin ist Suila, die Schwester von Loko. Ihre Hobbys sind Backen, am liebsten Kuchen, und Lesen. Ihr Lieblingsessen sind Pommes und die Lieblingsfächer Musik und Geometrie.

### Raffaela „Raffi“ Kaminski
Die jüngste der drei Geschwister ist Raffaela und 9 Jahre alt. Meist wird sie nur mit ihrem Spitznamen Raffi gerufen. Ihre Freundin heißt Nina und wohnt im Nachbarhaus der Villa Kunterbunt. Ihre Hobbys sind Verstecken und Fangen spielen, Gitarre spielen, Lieder und Akkorde lernen sowie mit dem Hund Zwockel spielen. In der Schule malt und zeichnet sie am liebsten, und ihr Lieblingsessen ist Pizza Hawaii mit ganz vielen Ananas-Stückchen.

### Zwockel
Zwockel, der Hund der Familie Kaminski, ist ein Collie und mit zwei Brüdern (Romeo und Zico) beim Wirt des Gasthauses Adler, Herr Pollmeier, zur Welt gekommen. Seine Mutter heißt Elsie. Der Name Zwockel ist ein Kofferwort, weil die Kids sich nicht einigen konnten. Debora wollte das Hündchen „Jockel“ nennen und Raffi „Zwerg“, weil es noch so klein war. So schlug Opa Kaminski vor, eine Mischung von „Zwerg“ und „Jockel“ zu nehmen: eben „Zwockel“!
Zwockel hat einen weißen Fleck auf der Stirn, eine super gute Spürnase und ein wuschelig weiches Fell. Er ist ein toller Kumpel und immer dabei, wenn die Kids auf Achse sind. Sie können sich immer auf ihn verlassen – auch wenn’s mal wieder ganz schön brenzlig wird!

## Bände
Bisher sind folgende Bände erschienen:
Band 1:  Übergabe drei Uhr morgens, Veröffentlichung 1999.

Die drei Kaminski-Kids stöbern heimlich in dem Zimmer des neuen Hausmädchens herum. Dabei machen sie eine aufregende Entdeckung: Auf einem Zettel mit der Skizze ihres Hauses steht der Hinweis „Drei Uhr morgens“. Was soll dieser Hinweis bedeuten und für wen ist er bestimmt? Da sie sich ihren Eltern nicht anvertrauen können, gehen sie dem Hinweis nach, der sie auch in die nahe Stadt führt. Gleichzeitig soll auf dem „Adler-Hof“ ein Welpen getötet werden, weil für ihn kein Käufer gefunden wurde.
Band 2: Mega Zoff, Veröffentlichung 2000.

Loko ist der Stärkste der ganzen Schule. Er erpresst Raffi und verlangt von ihr, im Laden etwas für ihn zu stehlen. Was soll sie bloß machen? Sie weiß weder ein noch aus. Als ihre Geschwister Simon und Debora hinter die Sache kommen, versuchen Sie Raffi aus der Klemme zu helfen. Doch die Lage spitzt sich zu. In der Gegend häufen sich rätselhafte Straftaten. Wer steckt dahinter? Die Kaminski-Kids entdecken mit Hilfe ihres Hundes eine heiße Spur.
Band 3: Hart auf Hart, Veröffentlichung 2001.
Band 4:  Unter Verdacht, Veröffentlichung 2002.
Band 5:  Auf der Flucht, Veröffentlichung 2003

Am verschneiten Ferienort ihres Snowboard-Lagers lernen die Kaminski-Kids zwei Jugendliche, die Geschwister Antje und Mark kennen. Diese geben sich nach außen hin cool, doch schon bald wird klar, dass die beiden ziemlichen in Schwierigkeiten stecken. Die Kaminski-Kids versuchen ihnen zu helfen, geraten dabei aber selbst zwischen die Fronten und müssen mit ihrem Collie-Hund türmen. Auf der Flucht durch Schnee und Eis finden sie Unterschlupf in einer einsamen Berghütte. Doch auch dort werden sie entdeckt.
Band 6: In der Falle, Veröffentlichung 2004

Ganz schön aufregend: Die Kaminski-Kids befreunden sich mit den beiden Kindern eines Wanderzirkus, Nando und Carmen Bellini, der in ihrer Gegend Halt macht. Doch als im Dorf die Uhrensammlung von Bauer Heinemann gestohlen wird, fällt der Verdacht auf die Leute vom Zirkus. Die Lage spitzt sich noch zu, als die Polizei einen Teil des Diebesgutes im Zirkus entdeckt. Aber auch Mirko, Jens und Ergün, die sich Banfits nennen sowie Julia, die Tochter des Bürgermeisters wurden am Tatort gesehen. Um die Unschuld ihrer neuen Freunde zu beweisen, sehen die Kaminski-Kids nur noch einen Ausweg: Sie versuchen, den wirklichen Täter auf eigene Faust zu finden. Doch dabei geraten sie in eine gefährliche Falle.
Band 7: Auf heißer Spur, Veröffentlichung 2005
Band 8: Entscheidung im Park, Veröffentlichung 2006
Band 9: Gefahr in Amsterdam, Veröffentlichung 2007
Kaum in Amsterdam zum Urlaub mit ihren Freunden Mark und Antje eingetroffen, holt ein früherer Fall die Kaminski-Kids ein. Im Wettlauf mit der Zeit beginnt eine packende Suche in den malerischen Gassen der Stadt. Was Simon, Debora und Raffi dabei nicht wissen: Das Amsterdamer Drogendezernat ist ebenfalls an dem Fall dran. Unbeabsichtigt kommen die Kids der Polizeiarbeit in die Quere – und es wird gefährlich.
Band 10: Unsichtbarer Zeuge, Veröffentlichung 2008
Band 11: Raub in der Nacht, Veröffentlichung 2009
Band 12: Das Geheimnis von Marrakesch, Veröffentlichung 2010

Die Kaminski-Kids besuchen mit ihren Eltern, aber ohne ihren Hund Zwockel ihre Tante Liliane in Marokko. Sie arbeitet dort für Terre des Hommes einer Hilfsorganisation das sich für die Rechte von Kindern einsetzt. Kaum in Marrakesch angekommen, lernen die Kids in den engen Gassen das Mädchen Saida und den Jungen Abdel kennen. Als vor ihrer Tür ein verlassenes Baby auf der Straße gefunden wird, versuchen sie, dessen Mutter aufzuspüren. Doch dabei stoßen sie auf ein dunkles Geheimnis und jemand will um jeden Preis verhindern, dass es gelüftet wird. Ein gefährlicher Fall für die Kaminski-Kids.
Band 13: Spurlos verschwunden, Veröffentlichung 2011
Band 14: Gefährliches Spiel, Veröffentlichung 2012

Deboras Freundin Suila wird Opfer einer Attacke im Internet: Jemand verbreitet unter ihrem Namen auf einer gefälschten Facebook-Seite peinliche Dinge. Unter anderem wird der Bauer Heinemann der Tierquälerei bezichtigt, der Suila daraufhin das Reiten verbietet.  Julia, die Tochter des Bürgermeisters, lässt sich immer mehr mit einem unbekannten im Chat ein, bis es zu einem Treffen im Park kommt. Gleichzeitig läuft in der Gegend eine Serie von Straftaten, die alle mit Tierschutz zu tun haben. Die Kaminski-Kids stoßen bei Jens auf ein Computerspiel, in dem es um dieselben Taten geht. Aber auch Phillip, der bei Bauer Heinemann arbeitet, zeigen ein großes Interesse am Tierschutz. Und was hat Tim mit der Sache zu tun?  Unaufhaltsam wird das Ganze zu einem äußerst gefährlichen Spiel. 
Band 15: Im Kölner Verlies, Veröffentlichung 2013

Bei einer Führung durch Filmstudios in Köln geschieht es: Nach dem Dreh bleibt ein Schauspieler reglos auf dem Boden liegen. Plötzlich fällt der Strom aus, damit sind alle Türen versperrt. Die Kaminski-Kids sind mit ihrem Opa und ihrem Hund Zwockel in dem Filmstudio eingeschlossen, zusammen mit Besuchern, den Fernsehmachern und – dem Täter. Von draußen gibt Kommissar Lindfeld Anweisungen, und die Kids versuchen, ihm bei der Aufklärung des Falles zu helfen. Doch die Lage spitzt sich zu. Ein Junge mit langen schwarzen Haaren wirft ein Auge auf Debora und stellt ihr nach. Trotz allem rücken die Kids dem Täter immer dichter auf die Fersen. Doch je näher sie ihm kommen, desto gefährlicher wird es für sie.
Sonderband: Der große Weihnachtsfall, Veröffentlichung 2013
Bei einem Einbruch wird im Schulhaus die Aula beschädigt. Wo soll nun das Weihnachts-Musical aufgeführt werder? Und wer steckt hinter dem Anschlag? Der Verdacht fällt auf zwei Jungs: Mirko, der Hafturlaub hat, und Manuel, der Pflegejunge der Familie Kaminski. Die Kids versuchen im weihnächtlichen Lichterglanz ihrer verschneiten Ortschaft, Manuels Unschuld zu beweisen. Doch das ist schwieriger als erwartet.
Band 16: Fahrerflucht, Veröffentlichung 2014

Maik wird auf der Straße angefahren. Der Fahrer gibt Gas und verschwindet unerkannt – Fahrerflucht. Die Kaminski-Kids lernen Maik während eines Besuches bei Franziska in der Stadt kennen. Der Junge sitzt da bereits wegen des Unfalls im Rollstuhl. Die Frage, wer das Auto gesteuert hat lässt ihn keine Ruhe. Auf seine Bitte hin rollen die Kids den Fall noch einmal neu auf. Und sie stoßen schon bald auf eine wichtige Spur. Werden sie es schaffen, den Täter zu finden?
Sonderband: Der zweite Weihnachtsfall, Veröffentlichung 2015
Band 17: Der Selfie-Betrüger, Veröffentlichung 2016
Band 18: Das Rätsel in der Burg, Veröffentlichung 2017
Band 19: Tatort Ocean Queen, Veröffentlichung 2019
Band 20: Entführt in Zürich, Veröffentlichung 2021

## Hörspiele
- Vol 1. Die Kaminski-Kids: Mega Zoff. Brunnen Verlag, Basel/Gießen, 2006
- Vol 2. Die Kaminski-Kids: Hart auf hart. Brunnen Verlag, Basel/Gießen, 2006
- Vol 3. Die Kaminski-Kids: Unter Verdacht. Brunnen Verlag, Basel/Gießen, 2008
- Vol 4. Die Kaminski-Kids: Auf der Flucht. Brunnen Verlag, Basel/Gießen, 2010
- Vol 5. Die Kaminski-Kids: In der Falle. Brunnen Verlag, Basel/Gießen, 2013
- Vol 6. Die Kaminski-Kids: Auf heißer Spur. Brunnen Verlag, Basel/Gießen, 2014
- Vol 7. Die Kaminski-Kids: Entscheidung im Park Brunnen Verlag, Basel/Gießen, 2017

Weitere Hörspiele sind in Schweizer Mundart erschienen.